# Гурідський султанат
Гурідський султанат (1150 —1215 роки) — середньовічна держава зі столицею в Фірузкохі, яка прийшла на зміну Газневідській державі. Її територія охоплювала сучасні Афганістан, більшу частину Пакистану, північну Індію, північно-західний Іран. Розквіт припав на 1180—1190-ті роки. Втім у тривалій боротьбі з державою Хорезмшахів зазнала поразки. У 1206 році після смерті Мухаммада Ґорі фактично розпалася на декілька частин. Після цього доволі швидко прийшла до занепаду. У 1215 року ліквідовано хорезмшахами.

## Історія

### Зародження держави
Формування зародків державності відбувалися в гірському регіоні Гур. До поширення ісламу Гуром завжди правили незалежні місцеві правителі. Першим відомим володарем у містечку Мандеш став Амір Банджі або Амір Сурі, звідки походить назва правлячого роду — Сурі. В подальшому династію стали називати Шансабською або Шансабідами. За легендою Амір Сурі отримав права на Гур від багдадського халіф Гарун ар-Рашида. Тривалий час правителі Гура мали титул малік-уль-джабаль (царі гір).
У другій половині XI столітті представники Шансабської династії оволоділи усім гірським регіоном Гур. З цього часу їх стали називати Гурідами. Столицю було перенесено до Фірузкоха. Поступово виявляють власну самостійність. Втім лише після смерті у 1030 році Махмуда Газневі стали виявляти непокору Газневідам, особливо після поразки останніх у 1040 році у війні з Сельджукидами. Протягом 1050-1070-х років користуючись послабленням Газневідської держави, перенесенням її діяльності до північної Індії, гуріди стають практично незалежними. Зрештою це призвело до конфліктів з султанами з Газні, які за підтримки Сельджуцької держави приборкали Гурідів. останні визнали зверхність як Сельджуків, та к й Газневідів.
На початку 1140-х років умовах стрімкого занепаду центральної влади Сельджукского держави після поразки у 1141 році в Катаванському степу від каракитаїв, Гуріди розпочали більш самостійну політику. Цьому також сприяло нове послаблення держави Газневідів в результаті боротьби за владу.
У 1148 році вибухнула відкрита війна, в якій спочатку війська Гурідів на чолі із маліком Сайф ад-Діном Сурі завдали поразки Газневідам, але зрештою були переможені, а їх правителі страчені. Але Гуріди здобули самостійність від Газні, хоча продовжували визнавати зверхність Сельджукської держави. Після цього до 1150 року Гуріди готувалися до реваншу.

### Перетворення на султанат
У 1150 році новий малік Ала ад-Дін Хусейн розпочав нову військову кампанію проти Газневідів. У вирішальній битві при Тінібаді він здобув цілковиту перемогу, а наприкінці 1150 або на початку 1151 року захопив Газні, яку пограбував і сплюндрував, виявивши надмірну жорстокість. після цього прийняв титул султана, оголосивши про власну незалежність. З цього моменту постає султанат Гурідів.
Після захоплення столиці Газневідської держави почалося розширення і зміцнення Гурідського султанату. Після Газні правитель Гура почав захоплювати інші території, які входили до складу держави Газневидів, а згодом вдерся до Балху, який захопив. Але у 1152 році зазнав поразки від Сельджукидів, потрапивши у полон.
Після звільнення у 1154 році Ала ад-Дін до 1160 року приєднав до своєї держави Гармсір, Такнобод, Заміндовар, Білод, Баміан, Тохаристан, Гармсір, Кандагар, Фарах, Гільменд, сучасний Німроз, а також регіони Маргоба, проте Газні відвоювати не зміг (там володарювали племена огузів).
Його нащадок Сайф ад-Дін Мухаммад продовжив справу боротьби з огузами, яких майже повністю переміг, але зрештою зазнав поразки у 1163 році й загинув.

### Розквіт
за часів султана Абул-Фатіха відбулося стрімке територіальне розширення гурідського султанату. У 1160-х роках хули захоплені Гарчістан, Заміндавар (знову), Бадгис, Герат, Бадахшан, Сістан, Гурган, Гардез, Кабулістан.
Протягом 1170-х років завдано нищівної поразки Газневідам в Пенджабі, де до 1178 року приєднано до султанату Пешавар, Мултан, а у 1186 році — Лахор. З другої половини 1180-х років починається наступ на північ з метою підкорення Хорасану й розширення володінь в Трансоксіані.
У 1190-х роках війська Гурідів завоювали Кашмір, Пенджаб. У 1192 році у Другій тараїнській битві завдано нищівної поразки раджпутам клану Чаухан та їх союзникам, після чого зайнято місто Бенарес, а у 1193 році захоплено область навколо Делі. Протягом 1195—1199 років захоплено Бадаун, Канаудж, східні райони Бенгалії, здійснено успішний похід до Гуджарату
У 1200 році намагання підкорити увесь Хорасан призвели до війни з Державою Хорезмшахів. Вона точилася до 1202 року з перемінним успіхом. Проте зрештою війська Гурідів зазнали поразки. Втім деякий час невдача не позначилася на цілісності султанату, завдяки енергії Мухаммада Ґорі. Вбивство останнього у 1206 року завдало удару гурідському султанату

### Занепад
Після смерті султана Мухаммада почався стрімкий розпад Гурідського султанату. Протягом 1206 року від нього відкололися індійські володіння, де утворився Делійський султанат. Утворилися самостійні держави зі столицями в Баміані та Газні. Водночас перейшла у наступ Держава Хорезмшахів, яка до 1207 року захопила Герат, Балх, Тохаристан. На півдні султанату також вирували повстання, які не вдалося придушити. Власне держава зменшилася до гірського району Гур. Султан Махмуд вимушений був визнати зверхність хорезмшахів.
Після смерті Махмуда у 1212 році, боротьбою за трон Гуріди призвели державу до остаточного занепаду. У 1215 році її було приєднано до Хорезму.

## Династія і населення
В істориків — сучасників імперії Гуридів не виникало проблема етнічного походження династії і їх мови. Вони були таджиками і персомовним народом. Проте в книзі «Пата хазана» А.Хабібі вперше поставив під сумнів персомовність населення та династії, а також їх приналежність до таджицького етносу. Афганський історик зарахував Гуридів до пуштунів, оголосивши їх носіями мови пушту. Західний дослідник Олаф Kapo у своїй праці «Пуштуни» спростував цю версію, зазначивши, що Гуріди за своїм походженням були таджиками, а їх рідною мовою — фарсі.
З кінця 1990-х років низка тюркомовних істориків стала стверджувати, що династія Гуридів була тюркською. Утім, більшість дослідників дотримуються версії, що Гуріди були все ж таки таджиками.
Населення держави було доволі строкатим: у часи розквіту тут мешкали таджики, пушту, белуджу, вазири, індуси, тюрки. Останніх з часом постала величезна кількість (як рабів, що привезли з Трансоксіани, так і племен, що прибули з меж сельджуцької імперії).

## Територія
Під контролем Гурідского султанату в період розквіту знаходилися території, які тягнулися від Кашгару, південного Таджикистану і Тиберту до Перської затоки, від Амудар'ї до берегів річки Ганг в Індії.

## Державний устрій
Особливістю імперії Гуридів було те, що нею керували одночасно з трьох центрів: з Фірузкуха, Газні і Баміана. У кожному центрі були свої політичні та військові керівники, які користувалися всіма необхідними повноваженнями на ввірених їм територіях. В Газні та Баміані вони носили титул маліка, і лише володар з Фірузкоха мав титул султана. Він був на кшталт старшого маліка, якому підкорялися інші. При проведенні внутрішньої політики маліки користувалися незалежністю, проте влада султана була абсолютною.
Султани продовжили досвід Саманідів і Газневідів в управління державою. Державний апарат ділився на султанський двір і на диван (військово-цивільне управління). Існував своєрідний поділ влади. Султан стояв над усіма гілками влади. На чолі виконавчої влади стояв головний візир. Візир вважався заступником султана і в його відсутності брав кермо влади в свої руки. Він, з одного боку, був довіреною особою султана, а з іншого — людиною, яка знала науку державного управління і військового командування.
В гурідському султанаті функціонували такі дивани як: дивані-рісалат, дивані-ішраф, дивані-істіфа, дивані-кудот (суддівський), диван-ал барид, дивані-мазалім. Були і інші більш дрібні посади як чатрдар, джамдар, сарджамдар, джамадар.

## Суспільство
Суспільство було поділене переважно на феодалів і селян. Феодали мали владу на землю, але мали обмежену владу над селянами. В Гурі феодали не тільки користувалися землею і працею селян, а й тримали в своєму підпорядкуванні дрібних землевласників. Феодали отримували владу у спадок, що з часом створювало проблеми султанові.
Гурідський султанат був феодальним суспільством, проте існувало рабовласництво. На території держави Гурідів були не тільки свої місцеві раби, а й величезна кількість рабів були привезені з центральноазійських степів. Так, величезна кількість вояків у війську султанів становили раби.

## Економіка
основу економіки становило землеробство, певне місце займали ремісництво і торгівля. Види власності на землю в період правління місцевих правителів і султанів Гурідів наслідувала традиції Саманідів. Землі, які використовувалися для розвитку садівництва, приносили значні доходи. Іншим важливим досягненням в державі Ггурідов, нарівні з розвитком сільського господарства і садівництва можна вважати наявність іригаційних систем, без яких неможливо було б розвиток сільського господарства і садівництва. Основним прошарком, на якого накладалися податки були селяни.

## Культурне життя
Гуріди з самого раннього періоду своєї появи стали приділяти серйозну увагу розвитку науки, освіти і культури. Розквіт культури припадає на час піднесення Гурідського султанату. Незважаючи на серйозні державні справи, Гуріди скрізь насаджували перську мову й культуру, зокрема й в індійських володіннях. Вони звертали серйозну увагу зведення медресе й створення мережі бібліотек. Практично у всіх великих містах існували публічні бібліотеки. Структурно вони входили до складу медресе, але обслуговували всіх охочих читачів. За таким принципом працювали бібліотеки в Афшіні та Гераті.
Крім бібліотек при медресе існували приватні бібліотеки. Як правило, ці бібліотеки були відомі по імені своїх власників. Султан Ала ад-Дін Хусейн мав свою приватну бібліотеку в Фірузкухі. У ній зберігалися рідкісні і дуже цінні книги. Така ж бібліотека була у султана Мухаммада, яка обслуговувала вчених улемів.

### Релігія
Тривалий час, незважаючи на мусульманське оточення Гуріди були буддистами, лише у 1011 році перейшли в іслам, а населення гуру — у 1030-х роках. За конфесією самі володарі султанату були сунітами. Втім з 1150-х років надали прихисток ісмаїлітам, яких вважали союзниками у боротьбі проти Сельджуків та хорезмшахів.

## Султани
- Ала уд-Дін ХусейнІ, 1150–1161
- Сайф ад-Дін Мухаммад, 1161–1163
- Абул-Фатіх Ґорі, 1163–1202
- Мухаммад Ґорі, 1202–1206
- Махмуд Ґорі, 1206–1212
- Баха ад дін Сам, 1212–1213
- Ала ад-Дін Атсиз, 1213–1214
- Алі Ґорі, 1214–1215